# 당신들을 묻어버리겠다!

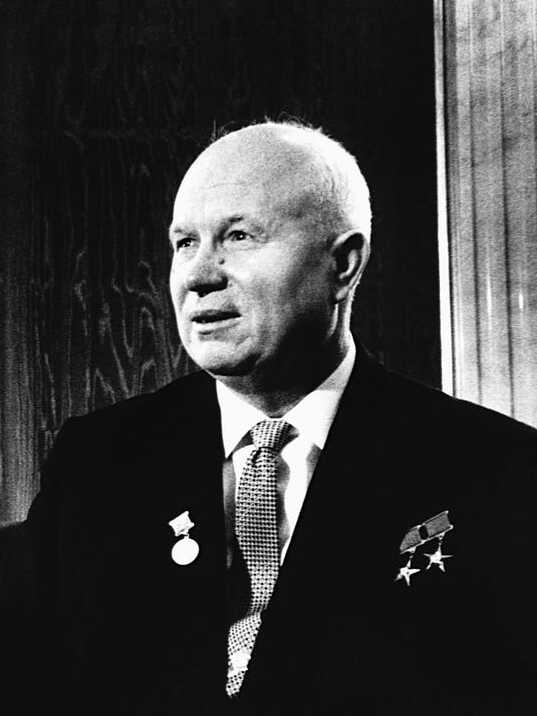
1961년 니키타 흐루쇼프의 모습.

니키타 흐루쇼프는 1956년 11월 18일, 모스크바 주재 폴란드 대사관에서 서방 세계 대사들에게 "당신들을 묻어버리겠다!("러시아어: Мы вас похороним! My vas pokhoronim! 미 바스 포호로님![*])"고 말했는데, 이 발언은 《타임》 등의 언론에서 보도되면서 화제가 되었다. 당시 발언의 완전판은 다음과 같다:
| “ | 한국어: 당신들이 이에 대해 어떻게 생각하던간에, 역사는 우리 편이다. 우리는 당신들을 묻어버릴 것이다. 영어: Whether you like it or not, history is on our side. We will dig you in. 러시아어: Нравится вам или нет, но история на нашей стороне. Мы вас закопаем. | ” |

이 발언은 얀 셰이나(Jan Šejna)의 사회주의 냉전 전략에 관한 책의 제목이 되었다.
1963년 8월 24일, 흐루쇼프는 유고슬라비아 연설을 할 때, 그 발언이 화제가 되었던 점에 대해서 언급했다:
| “ | 예전에 내가 '당신들을 묻어버리겠다'라고 한 것 때문에, 내가 문제를 겪었던 적이 있었다. 물론 우리는 당신들을 삽으로 묻지 않는다. 당신들의 노동계급이 당신들을 묻어버릴 것이다. | ” |

## 같이 보기
- 구두 강타 사건
- 니키타 흐루쇼프

## 외부 문서
- Comments by Stephen Pearl, Chief of the English Interpretation Section of the U.N. in New York from 1980 to 1994. (On Internet Archive.)